# Gandino
Gandino est une commune italienne de la province de Bergame dans la région Lombardie en Italie.

## Administration
| Période                                  | Période | Identité | Étiquette | Qualité |
| ---------------------------------------- | ------- | -------- | --------- | ------- |
|                                          |         |          |           |         |
| Les données manquantes sont à compléter. |         |          |           |         |

### Hameaux
Barzizza, Cirano

### Communes limitrophes
Casnigo, Cazzano Sant'Andrea, Cerete, Clusone, Endine Gaiano, Leffe (Italie), Peia, Ponte Nossa, Ranzanico, Rovetta, Sovere